# Здуны (гмина, Кротошинский повет)
Здуны (пол. Zduny) — гмина (уезд) в Польше, входит как административная единица в Кротошинский повет, Великопольское воеводство. Население — 6883 человека (на 2004 год).

## Сельские округа
1. Башкув
2. Бествин
3. Хахальня
4. Конажев
5. Пежице
6. Руда

## Прочие поселения
1. Боровница
2. Дзевёнте
3. Хадрянув
4. Хеленополь
5. Лиля
6. Марынин
7. Остатни-Грош
8. Пяски
9. Пекло
10. Рохы
11. Сеев
12. Щеркув
13. Тшаски
14. Уязд-Польски

## Соседние гмины
1. Гмина Цешкув
2. Гмина Ютросин
3. Гмина Кобылин
4. Гмина Кротошин
5. Гмина Милич
6. Сульмежице